# Fanatical (企業)
Fanatical （ファナティカル、旧Bundle Stars）は、イギリスを拠点とするオンラインコンピュータゲーム小売業者。世界中の100万人以上の顧客に公式に承認された6200万本以上のゲームキーを販売している。
Fanaticalには900以上のゲームパブリッシャーとデベロッパーからの5950本以上のゲームを販売している。これには、ベセスダ・ソフトワークス、セガ、THQ Nordic、Deep Silver、カリプソ・メディア、コードマスターズおよび小規模なインディーゲームのデベロッパーとの直接的なパートナーシップも含まれる。

## 歴史
元々、Fanaticalはイギリスの企業Focus Multimedia Limitedが「Bundle Stars」という名前で2012年に設立した。Bundle Starsとして、Steamプラットフォーム用ゲームのコレクションを大幅な割引価格で提供している。
Bundle Starsは2017年11月1日にFanaticalにリニューアルし、販売製品とチームの両方を拡大した。 Fanaticalはデジタル配信サービスとして、Windows、Mac、Linuxプラットフォーム向けのゲーム、バンドルおよびダウンロードコンテンツ（DLC）を販売している。
2021年2月、ファンダムがFocus Multimedia Limitedを買収した。